# Babbila
Babbila (arab. ببيلا)  – miasto w Syrii, w muhafazie Damaszek, na południowych przedmieściach Damaszku. W 2004 roku liczyło 50 880 mieszkańców.